# Larry Levine
Larry Levine (* 8. Mai 1928 in New York; † 8. Mai 2008 in Los Angeles) war ein US-amerikanischer Tontechniker und Grammy-Preisträger, mitverantwortlich für den Wall-of-Sound-Klang der Aufnahmen des Musikproduzenten Phil Spector.

## Karriere
Der in Los Angeles aufgewachsene Levine leistete seinen Wehrdienst im Korea-Krieg. Zurück in den USA lernte er den Beruf des Tontechnikers von seinem Cousin Stan Ross, dem Mitbesitzer des Gold Star Studios in Hollywood. Anfang der 1960er Jahre traf Levine auf Phil Spector. Dieser beschrieb ihm seine Vorstellungen bezüglich der Musikproduktion und überließ es Levine, diese umzusetzen. Die Schwierigkeit bei der Aufnahme und dem Abmischen von Spectors Produktionen war die große Anzahl an Sessionmusikern, meist von The Wrecking Crew, in zu kleinen Räumen. Dieses Problem löste er durch umfangreiche Verwendung von Halleffekten in einer betonierten Echokammer.
Ihre erste gemeinsame Produktion war He's a Rebel von den The Crystals, gefolgt von Da Doo Ron Ron. Darauf folgten unter anderem River Deep – Mountain High von Ike und Tina Turner, sowie für You’ve Lost That Lovin’ Feelin’ der Righteous Brothers, nach Erhebungen der BMI das am meisten im US-Radio gesendete Stück des zwanzigsten Jahrhunderts, und auf Platz 34 der 500 Greatest Songs of All Time des Rolling Stone Magazine. Die Zusammenarbeit mit Spector endete erst mit dessen Rückzug vom Musikgeschäft nach der letzten Produktion, End of the Century von den Ramones (1979).
Neben Spector arbeitete Levine auch für andere Künstler, wie The Beach Boys, Sonny and Cher, The Wings und The Carpenters. Für seine Arbeit an Herb Alperts A Taste of Honey wurde er 1966 mit einem Grammy Award ausgezeichnet.